# Pochálcatl
Pochálcatl är en ort i Mexiko.   Den ligger i kommunen Ahuacatlán och delstaten Puebla, i den sydöstra delen av landet, 150 km öster om huvudstaden Mexico City. Pochálcatl ligger 1 391 meter över havet och antalet invånare är 1 160.
Terrängen runt Pochálcatl är kuperad åt nordost, men åt sydväst är den bergig. Runt Pochálcatl är det ganska tätbefolkat, med 160 invånare per kvadratkilometer. Närmaste större samhälle är Zacatlán, 13,5 km sydväst om Pochálcatl. I omgivningarna runt Pochálcatl växer i huvudsak blandskog.